# The Ascension
The Ascension – trzeci album studyjny zespołu Otep wydany 20 marca 2007 roku.

## Lista utworów
1. "Eat The Children" - 3:47
2. "Crooked Spoons" - 4:03
3. "Perfectly Flawed" - 3:54
4. "Confrontation" - 3:30
5. "Milk Of Regret" - 6:00
6. "Noose & Nail" - 3:40
7. "Ghostflowers" - 4:24
8. "Breed" (cover Nirvany) - 3:29
9. "March Of The Martyrs" - 4:16
10. "Invisible" - 5:25
11. "Home Grown" - 4:20
12. "Communion" - 4:26
13. "Andrenochrome Dreams [Hidden Track]" - 9:56

Bonusowe utwory
1. "Special Pets" - 3:55
2. "Necessary Acessories" - 4:11

## Twórcy
- Otep Shamaya – śpiew
- "Evil" J. McGuire – gitara basowa, wokal wspierający
- Karma Singh Cheema - gitara (studio)
- Aaron Nordstrom – gitara (live)
- Brian Wolff – perkusja
- Holly Knight - Melotron, Pianino, programowanie w utworze "Perfectly Flawed"